# Magnus Oledal
Magnus E. Oledal, född 21 augusti 1898 i Brunskogs församling, Värmlands län, död 21 oktober 1977 i Karlstad,  var en svensk professor och civilingenjör. Han tog examen 1921 vid Kungliga Tekniska högskolan (KTH) och var 1922–1946 anställd som konstruktör på AB Finshyttans bruk. Han var 1946–1966 professor i läran om vattenmotorer och pumpar vid KTH. Han invaldes som ledamot av Ingenjörsvetenskapsakademien 1953.